# Mahlon Dickerson Manson
Mahlon Dickerson Manson, född 20 februari 1820 i Piqua i Ohio, död 4 februari 1895 i Indiana, var en amerikansk demokratisk politiker och militär. Han var ledamot av USA:s representanthus 1871–1873 och Indianas viceguvernör 1885–1886.
Manson studerade medicin i Cincinnati och deltog sedan i mexikansk–amerikanska kriget. I amerikanska inbördeskriget avancerade han till brigadgeneral och kandiderade därefter 1864 utan framgång till viceguvernör.
Manson efterträdde 1871 Godlove Stein Orth som kongressledamot och efterträddes 1873 av Thomas J. Cason. År 1885 efterträdde han Thomas Hanna som viceguvernör. Manson avgick 1886 efter att ha blivit utnämnd till skatteinsamlare.
Manson avled 1895 och gravsattes på Oak Hill Cemetery i Crawfordsville.